# 舛名大周一
舛名大 周一（ますめいだい しゅういち、1984年3月16日 - ）は、愛知県岡崎市康生町出身で千賀ノ浦部屋に所属した元大相撲力士、新聞記者。本名は田中 周一（たなか しゅういち）。身長189cm、体重116kg。最高位は東三段目89枚目（2009年5月場所）。あだなは「たなしゅう」。

## 来歴
岡崎市立甲山中学校、愛知県立豊田西高等学校を経て名古屋大学工学部化学・生物工学科卒業。
高校時代は水泳部に所属し、自由形の選手だった。大学1年の夏に学園祭の企画で行われた相撲大会に参加して初めて相撲を取り、「相撲はシンプルだけど奥深い」と魅力を感じて相撲部に入部。2年からレギュラーとなり、2005年・2006年の全国国公立大学対抗相撲大会団体戦2連覇に貢献。相撲部を見学に来た千賀ノ浦親方から熱心に誘われ、大学院受験に失敗したこともあり、2006年9月に入門を決意。国立大学出身としては一ノ矢（琉球大学理学部卒）、弓の里（高知大学農学部1年中退）に次ぐ史上3人目、旧帝国大学出身としては初の大相撲力士となった。
「舛名大」という四股名は、師匠の現役時代の四股名・舛田山と大学名を合わせたもの。名付け親は名大相撲部の細谷辰之師範。 
2006年11月場所で初土俵を踏んだ。前相撲は3勝1敗。11月19日に新序出世披露を受け、師匠が現役最後につけた「加賀獅子」が描かれた赤色の化粧まわしで土俵に登場。工学部の学生らしく「重いなあ。単純に、物理的にですよ」と表現した。
初めて番付に名前を載せた2007年1月場所では、まだ卒業要件を満たしていなかったため、名古屋と東京を新幹線で往復し、大学に出席しながら相撲をとる場所となった。一番相撲に敗れたものの、そこから6連勝で優勝決定戦に進んだ。惜しくも優勝はならなかったが、相撲でも話題になる活躍を見せた。2007年3月2日に卒論発表（テーマは「サケの卵細胞の構造分析」）を終え、3月場所から相撲に専念できるようになった。しかし翌5月場所は壁に当たり、1勝を挙げた後6連敗。7月場所2日目には一ノ矢と対戦し、史上初の国立大学卒業力士による取組が実現したが、引き落としで敗れた。
その後は序二段の中位から上位を往復する場所が続いたが、初土俵から2年半が経った2009年5月場所でようやく三段目に昇進した。しかし首を負傷し2009年9月場所で休場。翌場所も休場し、2010年1月場所も初日から休場。序ノ口のため全休すると番付外に転落してしまうため、7番相撲のみ出場し、勝利した。
しかし、翌場所は再び全休し5月場所は番付外に下がった。その後、2011年1月場所限りで引退したことが明らかになった。協会からの正式発表は同年5月技量審査場所後であったが、同年4月から中日新聞社への就職が内定（中日スポーツ2011年3月1日の紙面より）しており同月1日に入社式を控えていたため、本来ならば大相撲八百長問題を受けて全力士の引退届の保留がされるところ特別に届出直後の2月25日に受理された。現在も同社の記者を務めている。2013年10月には結婚披露宴を挙行した。
2014年4月21日放送の『明石家さんまの転職DE天職』（日本テレビ）に出演。

## 略歴
- 2006年11月九州場所 前相撲（3勝1敗）
- 2007年1月初場所 序ノ口（6勝1敗優勝決定巴戦進出）
- 2007年3月春場所 序二段
- 2009年5月夏場所 三段目

## 主な成績
- 通算成績：57勝56敗27休（21場所）

| | 一月場所 初場所（東京） | 三月場所 春場所（大阪）   | 五月場所 夏場所（東京） | 七月場所 名古屋場所（愛知） | 九月場所 秋場所（東京）   | 十一月場所 九州場所（福岡） |
| --- | ----------------------- | ------------------------- | ----------------------- | --------------------------- | ------------------------- | --------------------------- |
| 2006年 （平成18年） | x                       | x                         | x                       | x                           | x                         | （前相撲）                  |
| 2007年 （平成19年） | 西序ノ口30枚目 6–1      | 東序二段62枚目 5–2        | 西序二段23枚目 1–6      | 西序二段60枚目 3–4          | 東序二段82枚目 4–3        | 西序二段56枚目 3–4          |
| 2008年 （平成20年） | 西序二段80枚目 4–3      | 西序二段52枚目 4–3        | 東序二段27枚目 2–5      | 西序二段60枚目 4–3          | 西序二段35枚目 4–3        | 西序二段10枚目 2–5          |
| 2009年 （平成21年） | 西序二段46枚目 5–2      | 東序二段8枚目 4–3         | 東三段目89枚目 2–5      | 東序二段23枚目 3–4          | 東序二段48枚目 休場 0–0–7 | 西序二段118枚目 休場 0–0–7  |
| 2010年 （平成22年） | 西序ノ口24枚目 1–0–6    | 西序ノ口17枚目 休場 0–0–7 | （番付外）              | （番付外）                  | （番付外）                | （番付外）                  |
| 2011年 （平成23年） | （番付外）              | 八百長問題 により中止     | 番付外 引退 0–0–0       | x                           | x                         | x                           |
| 各欄の数字は、「勝ち-負け-休場」を示す。 優勝 引退 休場 十両 幕下 三賞：敢=敢闘賞、殊=殊勲賞、技=技能賞 その他：★=金星 番付階級：幕内 - 十両 - 幕下 - 三段目 - 序二段 - 序ノ口 幕内序列：横綱 - 大関 - 関脇 - 小結 - 前頭（「#数字」は各位内の序列） |                         |                           |                         |                             |                           |                             |